# Brachyrhopala nigra
Brachyrhopala nigra är en tvåvingeart som beskrevs av Clements 2000. Brachyrhopala nigra ingår i släktet Brachyrhopala och familjen rovflugor. Inga underarter finns listade i Catalogue of Life.